# Palace Hotel
Scandic Palace Hotel, (Palace Hotel Copenhagen) ofte omtalt som Paladshotellet, er et hotel på Rådhuspladsen i København.
Det er opført 1909-10 for slagtermester Anders Jensen ved arkitekten Anton Rosen og regnes for et af Rosens hovedværker. Reliefferne på tårnet er udført af billedhuggeren Johannes Kragh. Hotellet blev fredet i 1985. Rosen tegnede også møbler til hotellet, hvoraf en del i dag dukker op i privat handel og eje.
Med sit markante tårn er hotellet sammen med Hotel Bristol/Absalons Gaard med til at definere Rådhuspladsens byrum på østsiden.
Hotellet er flagskibshotel i Scandic-kæden efter flere års samarbejde med Prefer Hotel Group.
Det Internationale Håndboldforbund (IHF) blev grundlagt på hotellet, da det lagde lokaler til forbundets stiftende og første kongres, som fandt sted 10.-13. juli 1946.
Fra 1964 til 1979 var hotellet ejet og ledet af Lillian von Kauffmann, som boede på domestiketagen (femtesalen) med sine tretten børn. Hun søgte at opbygge en natklub og danserestaurant, som skulle være Københavns førende, men projektet, natklubben Ambassadeur kuldsejlede 1973-74.
Palace Hotel Copenhagen er udnævnt til "Denmark´s Leading Hotel" og " Denmark´s Leading Business Hotel" ved World Travel Awards 2013 og 2014.